# Katholiek Nieuwsblad
Het Katholiek Nieuwsblad is een Nederlands weekblad met nieuws, opinie en achtergrondinformatie over de Katholieke Kerk in binnen- en buitenland en daarnaast algemeen nieuws vanuit katholiek perspectief. Het is een uitgave van de 'Stichting Katholiek Nieuwsblad' te 's-Hertogenbosch onder het motto Aperite portas Redemptori ('Open de deuren voor de Verlosser'). Het blad wordt ook in Vlaanderen verkocht. De Arnulfus Stichting en de KN-website behoren eveneens tot de Stichting Katholiek Nieuwsblad.

## Organisatie
De berichtgeving in de krant en op de website wordt gemaakt door de eigen redactie en een breed netwerk van freelancers en columnisten. Het bestuur bestaat uit vrijwilligers, de medewerkers worden ingezet voor die activiteiten, waarvoor zij zijn aangesteld. De organisatie wordt verder ondersteund door een groep vrijwilligers die onbezoldigd een bijdrage leveren aan de activiteiten van de stichting. Begin 2019 maakt het bestuur bekend tot een bedrijfseconomische reorganisatie over te gaan. De organisatie krimpt van 14 naar 9 medewerkers. Volgens het Nederlands Dagblad worden onder meer oud-hoofdredacteur Mariska Orbán-de Haas en oudgediende Jan Peeters ontslagen.

## Geschiedenis
Het Katholiek Nieuwsblad werd in 1983 voor het eerst uitgegeven onder redactie van Henk Gallée. De huidige hoofdredacteur is Anton de Wit. De krant verschijnt op vrijdag. In 1993 ging het Katholiek Nieuwsblad over op het berlinerformaat. De krant had in 2002 een oplage van ongeveer 10.000 exemplaren en in 2015 ongeveer 11.000. Begin 2013 ontvingen 8.314 abonnees de krant. Het aantal lezers daalde tot circa 5.000 in 2019.

## ANBI-status
De ANBI-status (Algemeen nut beogende instelling) van de krant verviel tijdelijk in een periode tussen 2015 en 2016. Het Katholiek Nieuwsblad heeft geen abonnees, maar donateurs, waardoor deze dit bedrag van de belasting konden aftrekken. De Belastingdienst accepteerde dit niet meer. Het Gerechtshof Arnhem-Leeuwarden gaf de fiscus gelijk, waarop het Katholiek Nieuwsblad besloot naar de Hoge Raad te stappen. Op 25 november 2016 stelde de Hoge Raad het weekblad in het gelijk, waardoor de ANBI-status werd hersteld.

## Hoofdredacteuren
- Henk Gallée
- mr. J.L.A.M. Roozen (1983 - 1985)
- G.J.M. (Jan) Laugs (1985 - 1992)
- G. de Rouw (1992 - 1995)
- Ed Arons (1995 - 2010)
- Mariska Orbán-de Haas (2010 - 2013)
- Henk Rijkers (2014 - 2017)
- Anton de Wit (maart 2017 - jan 2018)
- Susanne van den Berk, Peter Doorakkers a.i. (jan 2018 - mei 2018)
- Anton de Wit (mei 2018 - )

## (Oud-)medewerkers
- Andries Knevel
- Frank Bosman
- Roderick Vonhögen
- Antoine Bodar